# Азербайджан на зимних Олимпийских играх 2002
Азербайджан был представлен на Олимпийских играх в Солт-Лейк-Сити четырьмя спортсменами в двух видах спорта. Это были вторые зимние Олимпийские игры в истории азербайджанской сборной. Медалей азербайджанским спортсменам на этих Играх завоевать не удалось.

## Результаты соревнований

### Горнолыжный спорт
Мужчины
Эльбрус Исаков (Elbrus İsaqov) (слалом) — не финишировал в квалификации.

### Фигурное катание
| Спортсмен                     | Дисциплина | Место в ОбТ* | Место в КП*/ОрТ* | Место в ПП*/ПТ* | Итоговое место |
| ----------------------------- | ---------- | ------------ | ---------------- | --------------- | -------------- |
| Сергей Рылов                  | мужчины    | —            | 22               | 22              | 24             |
| Кристин Фрейзер Игорь Луканин | танцы      | 17           | 17               | 17              | 17             |

- Примечание: КП — короткая программа, ОбТ — обязательный танец, ОрТ — оригинальный танец, ПП — произвольная программа, ПТ — произвольный танец